# 雙線寶螺
雙線寶螺（学名：Cypraea lutea）为寶螺科寶螺屬下的一个种。